# 松田行正
松田 行正（まつだ ゆきまさ、1948年10月21日 - ）は静岡県出身のグラフィックデザイナー、アートディレクター、装丁家、著作家、出版社経営者。
マツダオフィス及び、出版社「牛若丸出版」主宰。

## 略歴
静岡東高校、中央大学法学部卒業。グラフィックデザイナーとなり、1980年に「マツダオフィス」を創設。
1985年には出版社「牛若丸出版」を起こし、書籍の内容とデザインが一体となったユニークな本を出版。
また、自身も著作活動を行い、2006年には自身の著書「眼の冒険」のブックデザインで講談社出版文化賞を受賞。

## 作品

### AD
- 雑誌『デザインの現場』『Inter Communication』『CONFORT』他

### 建築サイン・デザイン
- せんだいメディアテーク
- 大社文化プレイス
- 元町・中華街駅プラットフォーム
- まつもと市民芸術館
- 富弘美術館
- コニャック・ジェイ病院

### その他
- コクヨ100周年記念装丁ノート

## 著書
- 『絶景万物図鑑』TBSブリタニカ、1988年10月。ISBN 4-484-88211-6。 編著。
- 『モデラート64の変身譚』牛若丸、1993年11月。ISBN 4-7952-3508-2。 構成・造本。
- 『Lines』牛若丸、1995年12月。ISBN 4-7952-2310-6。 構成・文。
- 『円盤物語』牛若丸、1997年11月。ISBN 4-7952-7693-5。 構成。澤地真由美画。
- 『眼球譚/月球譚』牛若丸、1998年7月。ISBN 4-7952-7695-1。 構成。
- 『円と四角』牛若丸、1998年12月。ISBN 4-7952-6948-3。 構成。向井周太郎解説。
- 『Code Text and figure』牛若丸、2000年12月。ISBN 4-7952-6950-5。 構成・文＋造本。
- 『ZERRO』牛若丸、2003年12月。ISBN 4-434-03865-6。 構成・文・造本。
- 『眼の冒険 デザインの道具箱』紀伊國屋書店、2005年4月。ISBN 4-314-00982-9。 2006年度講談社出版文化賞受賞。
- 『アンフラマンス/梱包されたデュシャン』牛若丸、2006年12月。ISBN 4-434-08637-5。 編集。港千尋文。
- 『はじまりの物語 デザインの視線』紀伊國屋書店、2007年4月。ISBN 978-4-314-01023-8。
- 『デザイナーズカラーチャート』毎日コミュニケーションズ〈+designing〉、2008年1月。ISBN 978-4-8399-2688-5。
- 『線の冒険 デザインの事件簿』角川学芸出版、2009年6月。ISBN 978-4-04-621653-3。
- 『和的 日本のかたちを読む』NTT出版〈for warming Japan〉、2013年3月。ISBN 978-4-7571-4307-4。
- 『和力 日本を象る』NTT出版〈for warming Japan〉、2008年3月。ISBN 978-4-7571-4173-5。
- 『デザイナーズカラーリングブック 基本色+配色見本帖』毎日コミュニケーションズ〈+designing〉、2008年10月。ISBN 978-4-8399-2966-4。
- 『et 128件の記号事件ファイル』牛若丸、2008年12月。ISBN 978-4-434-12621-5。 構成・文・造本。
- 『1000億分の1の太陽系 +400万分の1の光速』牛若丸、2009年12月。ISBN 978-4-434-13977-2。
- 『図地反転 vantage point』美術出版社、2010年4月。ISBN 978-4-568-10384-7。
- 『速度びより 人類が産業革命以来追い求めた「速さ」のドラマ』牛若丸、2010年12月。ISBN 978-4-434-15149-1。 ヤーン・フォルネル(訳)
- 『せつだん81面相 フィジカル・グラフィティ・ツアー』牛若丸、2011年12月。ISBN 978-4-434-16153-7。
- 『時の冒険 デザインの想像力』朝日新聞出版、2012年9月。ISBN 978-4-02-250996-3。
- 『ピーカブック たのしい知識』牛若丸、2012年11月。ISBN 978-4-434-17336-3。
- 『デザイナーズカラーチャート 新版』マイナビ〈+DESIGNING〉、2014年2月。ISBN 978-4-8399-4992-1。
- 『マネするだけでエディトリアルデザインが上手くなるはじめてのレイアウト』誠文堂新光社、2015年4月。ISBN 978-4-416-11411-7。
- 『2の冒険』牛若丸、2015年12月。ISBN 978-4-434-21299-4。
- 『デザインってなんだろ？』紀伊國屋書店、2017年3月。ISBN 978-4-314-01145-7。
- 『RED ヒトラーのデザイン』左右社、2017年8月。ISBN 978-4-86528-176-7。
- 『歩行熱 ヒトはひたすら歩いて進化した』牛若丸、2017年12月。ISBN 978-4-434-23997-7。
- 『デザインの作法 本は明るいおもちゃである』平凡社、2018年3月。ISBN 978-4-582-62065-8。
- 『HATE! 真実の敵は憎悪である。』左右社、2018年7月。ISBN 978-4-86528-205-4。
- 『急がば廻れ ジワジワ効く8つのひらめきストレッチ』左右社、2019年7月。ISBN 978-4-86528-238-2。
- 『独裁者のデザイン ヒトラー、ムッソリーニ、スターリン、毛沢東の手法』平凡社、2019年9月。ISBN 978-4-582-62068-9。
- 『にほん的 それは、ジミでハデなこと』河出書房新社、2020年5月。ISBN 978-4-309-25658-0。
- 『デザイン偉人伝 WHO DESIGNED FIRST?』左右社、2020年10月。ISBN 978-4-86528-292-4。
- 『AB+ 文字・記号・符号・暗号のデザイン』LIXIL出版、2020年12月。ISBN 978-4-86480-049-5。 著・造本。
- 『眼の冒険 デザインの道具箱』筑摩書房〈ちくま文庫〉、2021年3月。ISBN 978-4-480-43741-9。